# Tetrazygia cristalensis
Tetrazygia cristalensis är en tvåhjärtbladig växtart som beskrevs av Attila L. Borhidi. Tetrazygia cristalensis ingår i släktet Tetrazygia och familjen Melastomataceae. Inga underarter finns listade i Catalogue of Life.